# Czesław Michniewicz
Czesław Michniewicz (Byarozawka, 12 febbraio 1970) è un allenatore di calcio ed ex calciatore polacco, di ruolo portiere.

## Carriera

### Giocatore
Da giocatore è stato portiere nei seguenti club: Ossa Biskupiec Pomorski (1978–1985), Bałtyk Gdynia (1985–1993), Polonia Gdańsk (1993–1996) e Amica Wronki; con i colori dell'Amica (1996–2000) ha collezionato nove presenze in campionato, ha giocato anche in partite di Supercoppa polacca, Coppa di Polonia e Coppa di Lega polacca nella stagione 1999/2000. Inoltre, ha giocato in Coppa UEFA contro l'Atlético Madrid. Ha concluso la sua carriera all'età di 30 anni nel 2000.

### Allenatore
Si è laureato presso l'Università di Educazione Fisica di Danzica.
Dopo aver terminato la sua carriera professionale, è stato allenatore in seconda e preparatore dei portieri dell'Amica; ha ricoperto la stessa carica all'Olimpia Elbląg; infine è stato consulente all'Arka Gdynia.

#### Tirocini da allenatore
- 2000 – FC Schalke 04 (con Huub Stevens)
- 2001 – Bayer 04 Leverkusen (con Klaus Toppmöller)
- 2002 – Hannover 96
- 2006 – Tottenham Hotspur F.C.

Nel settembre 2003 è diventato l'allenatore del Lech Poznań; ha portato la squadra a vincere la Coppa di Polonia e la Supercoppa nel 2004. A causa della mancanza di una licenza PZPN, Ryszard Łukasik è stato formalmente indicato come primo allenatore del Lech nei documenti fino a settembre 2004. Dopo aver ottenuto la licenza, Michniewicz ha guidato il Lech direttamente fino a maggio 2006.
Dal 3 ottobre 2006 al 22 ottobre 2007 è stato allenatore dello Zagłębie Lubin, vincendo il campionato polacco nella stagione 2006/2007. Negli ultimi due club citati ha lavorato insieme a Rafał Ulatowski (2º allenatore), da cui poi è stato sostituito al Zagłębie.
L'8 luglio 2008 ha firmato un contratto per gestire l'Arka Gdynia.
Il 4 febbraio 2009 ha rilasciato dichiarazioni spontanee alla filiale di Breslavia dell'ufficio del procuratore nazionale che stava indagando sulla corruzione nel calcio polacco, su cui ha testimoniato.
Il 15 novembre 2010 è diventato allenatore del Widzew Łódź. Il contratto doveva durare fino al 30 giugno 2011. A fine giugno le parti hanno iniziato a rinegoziare il contratto, ma alla fine Czesław Michniewicz ha deciso di non rinnovarlo e ha lasciato la squadra di Łódź.
Il 22 luglio 2011 ha assunto la carica di allenatore del Jagiellonia Białystok. Il 22 dicembre 2011, dopo l'incontro con i rappresentanti del consiglio di sorveglianza del club, il suo contratto è stato risolto di comune accordo (il secondo allenatore Marcin Węglewski e l'allenatore della preparazione fisica Kristijan Brčko hanno lasciato il club insieme all'allenatore).
Il 28 marzo 2012 è diventato l'allenatore del Polonia Varsavia, che ha guidato fino all'8 maggio successivo.
Dal 22 marzo al 22 ottobre 2013 è stato allenatore del Podbeskidzie Bielsko-Biała.
Il 9 aprile 2015, dopo più di un anno di pausa, viene assunto al Pogoń Stettino, con il quale conquista il sesto posto in Ekstraklasa (serie A polacca) al termine della stagione 2015/16. Nonostante il miglior risultato da anni, il club non ha rinnovato il contratto con Michniewicz.
Il 7 luglio 2017 ha assunto la carica di allenatore della nazionale polacca under 21. Vincendo contro il Portogallo negli spareggi, la Polonia sotto la sua guida si è qualificata per la prima volta dal 1994 per la fase finale del campionato europeo di questa fascia di età.
Il 21 settembre 2020 è stato presentato come allenatore del Legia Varsavia, in sostituzione di Aleksandar Vuković. Più di un anno dopo, il 25 ottobre 2021, dopo la sconfitta per 0-3 con il Napoli subìta 4 giorni prima, è stato esonerato.
Il 31 gennaio 2022 è divenuto il commissario tecnico della nazionale polacca, che ha condotto alla qualificazione al campionato del mondo 2022 eliminando la Svezia nella finale dei play-off. Al termine del mondiale, concluso con l'eliminazione agli ottavi di finale, la federazione non ha attivato la clausola per il rinnovo, facendo scadere il contratto del CT il 31 dicembre 2022 e sostituendolo con il portoghese Fernando Santos.
Nel giugno 2023 è nominato allenatore dell'Abha, club saudita.

## Statistiche

### Statistiche da allenatore

#### Nazionale
Statistiche aggiornate al 30 novembre 2022.
| Squadra | Naz                | dal             | al               | Record | Record | Record | Record     | Record | Record | Record | Record |
| G       | V                  | N               | P                | GF     | GS     | DR     | % Vittorie |        |        |        |        |
| ------- | ------------------ | --------------- | ---------------- | ------ | ------ | ------ | ---------- | ------ | ------ | ------ | ------ |
| Polonia | Polonia (bandiera) | 31 gennaio 2022 | 31 dicembre 2022 | 13     | 5      | 3      | 5          | 13     | 18     | −5     | 38,46  |

#### Nazionale nel dettaglio
| mar. 2022      | Polonia        | Qual. Mondiale 2022      | Subentrato, qualificato dopo i play-off | 1  | 1 | 0 | 0 | 100,00& | 2  | 0  | +2 |
| 2022           | Polonia        | Nations League 2022-2023 | 3º nel Gruppo 4                         | 6  | 2 | 1 | 3 | 33,33   | 6  | 12 | -6 |
| Nov.-dic. 2022 | Polonia        | Mondiali 2022            | Ottavi di Finale                        | 4  | 1 | 1 | 2 | 25,00   | 3  | 5  | -2 |
| Dal 2022       | Polonia        | Amichevoli               |                                         | 2  | 1 | 1 | 0 | 50,00   | 2  | 1  | +1 |
| Totale Polonia | Totale Polonia | Totale Polonia           | Totale Polonia                          | 13 | 5 | 3 | 5 | 38,46   | 13 | 18 | -5 |

#### Panchine da commissario tecnico della nazionale polacca
| Cronologia completa delle presenze e delle reti in nazionale ― Polonia | Cronologia completa delle presenze e delle reti in nazionale ― Polonia | Cronologia completa delle presenze e delle reti in nazionale ― Polonia | Cronologia completa delle presenze e delle reti in nazionale ― Polonia | Cronologia completa delle presenze e delle reti in nazionale ― Polonia | Cronologia completa delle presenze e delle reti in nazionale ― Polonia | Cronologia completa delle presenze e delle reti in nazionale ― Polonia | Cronologia completa delle presenze e delle reti in nazionale ― Polonia |
| Data                                                                   | Città                                                                  | In casa                                                                | Risultato                                                              | Ospiti                                                                 | Competizione                                                           | Reti                                                                   | Note                                                                   |
| ---------------------------------------------------------------------- | ---------------------------------------------------------------------- | ---------------------------------------------------------------------- | ---------------------------------------------------------------------- | ---------------------------------------------------------------------- | ---------------------------------------------------------------------- | ---------------------------------------------------------------------- | ---------------------------------------------------------------------- |
| 24-3-2022                                                              | Glasgow                                                                | Scozia                                                                 | 1 – 1                                                                  | Polonia                                                                | Amichevole                                                             | Krzysztof Piatek (rig.)                                                | Cap: K. Glik                                                           |
| 29-3-2022                                                              | Chorzów                                                                | Polonia                                                                | 2 – 0                                                                  | Svezia                                                                 | Qual. Mondiali 2022                                                    | Robert Lewandowski (rig.) Piotr Zielinski                              | Cap: R. Lewandowski                                                    |
| 1-6-2022                                                               | Breslavia                                                              | Polonia                                                                | 2 – 1                                                                  | Galles                                                                 | UEFA Nations League 2022-2023 - 1º turno                               | Jakub Kamiński Karol Swiderski                                         | Cap: R. Lewandowski                                                    |
| 8-6-2022                                                               | Bruxelles                                                              | Belgio                                                                 | 6 – 1                                                                  | Polonia                                                                | UEFA Nations League 2022-2023 - 1º turno                               | Robert Lewandowski                                                     | Cap: R. Lewandowski                                                    |
| 11-6-2022                                                              | Rotterdam                                                              | Paesi Bassi                                                            | 2 – 2                                                                  | Polonia                                                                | UEFA Nations League 2022-2023 - 1º turno                               | Matty Cash Piotr Zielinski                                             | Cap: G. Krychowiak                                                     |
| 14-6-2022                                                              | Varsavia                                                               | Polonia                                                                | 0 – 1                                                                  | Belgio                                                                 | UEFA Nations League 2022-2023 - 1º turno                               | -                                                                      | Cap: R. Lewandowski                                                    |
| 22-9-2022                                                              | Varsavia                                                               | Polonia                                                                | 0 – 2                                                                  | Paesi Bassi                                                            | UEFA Nations League 2022-2023 - 1º turno                               | -                                                                      | Cap: R. Lewandowski                                                    |
| 25-9-2022                                                              | Cardiff                                                                | Galles                                                                 | 0 – 1                                                                  | Polonia                                                                | UEFA Nations League 2022-2023 - 1º turno                               | Karol Swiderski                                                        | Cap: R. Lewandowski                                                    |
| 16-11-2022                                                             | Varsavia                                                               | Polonia                                                                | 1 – 0                                                                  | Cile                                                                   | Amichevole                                                             | Krzysztof Piatek                                                       | Cap: K. Glik                                                           |
| 22-11-2022                                                             | Doha                                                                   | Messico                                                                | 0 – 0                                                                  | Polonia                                                                | Mondiali 2022 - 1º turno                                               | -                                                                      | Cap: R. Lewandowski                                                    |
| 26-11-2022                                                             | Al Rayyan                                                              | Polonia                                                                | 2 – 0                                                                  | Arabia Saudita                                                         | Mondiali 2022 - 1º turno                                               | Piotr Zielinski Robert Lewandowski                                     | Cap: R. Lewandowski                                                    |
| 30-11-2022                                                             | Doha                                                                   | Polonia                                                                | 0 – 2                                                                  | Argentina                                                              | Mondiali 2022 - 1º turno                                               | -                                                                      | Cap: R. Lewandowski                                                    |
| 4-12-2022                                                              | Doha                                                                   | Francia                                                                | 3 – 1                                                                  | Polonia                                                                | Mondiali 2022 - Ottavi di finale                                       | Robert Lewandowski (rig.)                                              | Cap: R. Lewandowski                                                    |
| Totale                                                                 |                                                                        | Presenze                                                               | 13                                                                     |                                                                        | Reti                                                                   | 13                                                                     |                                                                        |

## Palmarès

### Giocatore
- Coppa di Polonia: 3

Amica Wronki: 1997-1998, 1998-1999, 1999-2000
- Supercoppa di Polonia: 2

Amica Wronki: 1998, 1999

### Allenatore
- Campionato polacco: 2

Zagłębie Lubin: 2006-2007
Legia Varsavia: 2020-2021
- Coppa di Polonia: 1

Lech Poznań: 2003-2004
- Supercoppa di Polonia: 2

Lech Poznań: 2004
Zagłębie Lubin: 2007